# 古川公毅
古川 公毅（ふるかわ ひろき）は、日本の地方公務員、工学博士。東京都建設局長、東京都駐車場公社理事長、立川市都市計画審議会会長、小金井市都市計画審議会会長等を歴任した。

## 人物・経歴
東京都出身。福岡県立修猷館高等学校を経て、東京大学工学部土木学科卒業。1969年東京都入庁、南多摩新都市開発本部。
1982年東京都都市計画局多摩西部建築指導事務所開発指導課長。1985年東京都企画審議室計画部副主幹。1986年東京都港湾局計画部副参事。1990年東京都都市計画局施設計画部交通企画課長。
1992年東京都建設局北多摩北部建設事務所長。1995年東京都建設局道路保全担当部長。1997年東京都建設局道路建設部長。1998年東京都建設局道路監。1999年東京都建設局長。2001年東京都駐車場公社理事長。2008年東京大学博士（工学）。
立川市都市計画審議会会長、小金井市都市計画審議会会長、府中市建築審査会委員、首都道路協議会副会長、首都高速道路技術センター理事、冨士霊園評議員、京都慰霊協会監事、いい道ウォッチングクラブ理事なども歴任した。2014年瑞宝小綬章受章。

## 編書
- 『「図解」東京の地下技術 : 地面の下は「知」の結集、「技」の競演！』（青山佾と共編）かんき出版 2001年